# Luoktjemjaure
Luoktjemjaure är en sjö i Vilhelmina kommun i Lappland och ingår i Ångermanälvens huvudavrinningsområde. Sjön har en area på 0,395 kvadratkilometer och ligger 874,5 meter över havet. Luoktjemjaure ligger i Vardo- Laster- och Fjällfjällen Natura 2000-område. Sjön avvattnas av vattendraget Luoktjemjukke.

## Delavrinningsområde
Luoktjemjaure ingår i det delavrinningsområde (723895-143600) som SMHI kallar för Utloppet av Luoktjemjaure. Medelhöjden är 925 meter över havet och ytan är 5,13 kvadratkilometer. Det finns inga avrinningsområden uppströms utan avrinningsområdet är högsta punkten. Luoktjemjukke som avvattnar avrinningsområdet har biflödesordning 2, vilket innebär att vattnet flödar genom totalt 2 vattendrag innan det når havet efter 424 kilometer. Avrinningsområdet består mestadels av kalfjäll (92 procent). Avrinningsområdet har 0,4 kvadratkilometer vattenytor vilket ger det en sjöprocent på 7,7 procent.